# Вагнер, Хуберт
Хуберт Ежи Вагнер (пол. Hubert Jerzy Wagner, настоящее имя Хуберт Александр Вагнер, пол. Hubert Aleksander Wagner; 4 марта 1941, Познань — 13 марта 2002, Варшава) — польский волейболист и тренер по волейболу.

## Биография
Родился 4 марта 1941 года в Познани. В детстве увлекался теннисом, а в шестом классе школы начал посещать волейбольные тренировки. Первым тренером Вагнера был Витольд Гетманьский.
Окончив школу, поступил на строительный факультет политехнического института Познани. С 16 лет выступал за команду института, не теряясь в коллективе, в основном состоявшем из игроков вдвое старше его. Со временем спортивная карьера начинает привлекать Вагнера сильнее, чем профессия инженера, и по окончании третьего курса института он решается на переезд в Варшаву.
В столице он стал студентом Академии физического воспитания, в 1974 году получил диплом магистра. Выступая за команду Академии, выиграл четыре чемпионата Польши (1963, 1965, 1966, 1968), а также стал обладателем серебряной (в 1967 году) и бронзовой (в 1969-м) медалей национального первенства.
С 1958 года Вагнер входил в состав в молодёжной сборной Польши, а в период с 1963 по 1971 год провёл 194 матча за национальную сборную, на протяжении многих лет был её капитаном, завоевал бронзовую медаль чемпионата Европы 1967 года, был участником Олимпийских игр в Мюнхене, где польская сборная заняла 5-е место. Обладая небольшим по волейбольным понятиям ростом (183 см), надёжно играл в защите.
После завершения игровой карьеры в 1973 году назначен главным тренером национальной команды Польши. Несмотря на молодость и отсутствие тренерского опыта, 32-летний Вагнер сразу поставил максимальные цели и создал самую успешную команду в истории польского волейбола. В 1974 году в Мексике под его руководством польские волейболисты выиграли чемпионат мира, в следующем году завоевали серебряные медали на чемпионате Европы, а в 1976-м стали чемпионами Олимпийских игр в Монреале.
В 1978—1979 годах тренировал женскую сборную Польши, с 1983 по 1985 и с октября 1996-го по январь 1998 года возвращался к руководству мужской национальной команды. В 1983 году выиграл чемпионат Польши с варшавской «Легией» и занял второе место на чемпионате Европы с мужской сборной Польши.
В 1987—1988 годах возглавлял сборную Туниса, которая под его руководством стала чемпионом Африки и выступала на Олимпийских играх в Сеуле. Также работал в Турции в клубах «Сёнмез Филамент» (Бурса) и «Халкбанк» (Анкара). На родине тренировал мужские команды «Легия» (Варшава), «Стилон» (Гожув-Велькопольский) и «Може» (Щецин), женские «Скру» из Варшавы и «Дик Блэк» из Андрыхува.
Вагнер отличался высокой требовательностью к своим подопечным, главными факторами в достижении цели считал жёсткую дисциплину, каждодневную работу и психологию победителей, считая психологическую устойчивость прямым следствием мастерства и уровня физической подготовки. За строгий нрав был известен под прозвищем Kat («Палач»), получившим распространение после выхода одноимённого фильма. В одном из последних интервью Вагнер сообщил, что ему неизвестно происхождение своего второго имени Ежи, а по паспорту он всегда был Хубертом Александром Вагнером.
С января 2002 года Хуберт Вагнер работал в должности ответственного секретаря Польского волейбольного союза. 13 марта 2002 года около 11 часов утра погиб в автомобильной аварии на одной из улиц Варшавы. Находясь за рулём, перенёс сердечный приступ, и его автомобиль столкнулся с другой машиной.
Похоронен на Северном коммунальном кладбище в Варшаве.

## Достижения

### В игровой карьере
- Чемпион Польши (1962/63, 1964/65, 1965/66, 1967/68), серебряный (1966/67) и бронзовый (1968/69) призёр чемпионатов Польши.
- Бронзовый призёр чемпионата Европы (1967).

### В тренерской карьере
Со сборными
- Мужская сборная Польши: олимпийский чемпион (1976), чемпион мира (1974), серебряный призёр чемпионатов Европы (1975, 1983).
- Мужская сборная Туниса: чемпион Африки (1987).

С клубами
- «Легия» (Варшава): чемпион Польши (1982/83), серебряный (1980/81, 1981/82, 1984/85) и бронзовый (1977/78, 1979/80) призёр чемпионатов Польши.
- «Сёнмез Филамент» (Бурса): серебряный призёр чемпионата Турции (1986/87).
- «Халкбанк» (Анкара): чемпион Турции (1991/92, 1992/93).
- «Дик Блэк» (Андрыхув): серебряный призёр чемпионата Польши (1997/98).

## Семья
С 1963 по 1978 год Хуберт Вагнер был мужем Дануты Кордачук (1939—1988) — известной польской волейболистки, обладательницы бронзовой медали Олимпийских игр 1964 года. Их сыном является волейболист и тренер Гжегож Вагнер (род. 1965).

## Память
С 2003 года в разных городах Польши проходит ежегодный представительный турнир с участием мужских национальных сборных — Мемориал Хуберта Вагнера.
Именем Хуберта Вагнера названы дворцы спорта в городах Пысковице и Щитно.
22 октября 2010 года Хуберт Вагнер был включён в список членов волейбольного Зала славы в Холиоке (штат Массачусетс) как один из лучших тренеров в истории волейбола.